# Leiolepis guentherpetersi
Espèce
Leiolepis guentherpetersi est une espèce de sauriens de la famille des Agamidae.

## Répartition
Cette espèce est endémique du centre du Viêt Nam.

## Étymologie
Cette espèce est nommée en l'honneur de Günther Peters.

## Publication originale
- Darevsky & Kupriyanova, 1993 : Two new all-female lizard species of the genus Leiolepis Cuvier, 1829 from Thailand and Vietnam (Squamata: Sauria: Uromastycinae). Herpetozoa,  vol. 6, n. 1/2, p. 3-20 (texte intégral).